# چوکولوسکی (فلوریدا)
چوکولوسکی (به انگلیسی: Chokoloskee) یک منطقهٔ مسکونی در ایالات متحده آمریکا است که در شهرستان کلیر، فلوریدا واقع شده‌است. چوکولوسکی ۰٫۶ کیلومتر مربع مساحت و ۳۵۹ نفر جمعیت دارد و ۳ متر بالاتر از سطح دریا واقع شده‌است،.